# Brenken
Brenken ist ein Ortsteil der westfälischen Stadt Büren im Kreis Paderborn am nördlichen Rand des Haarstranges, einem Ausläufer des Sauerlandes.
Der Ort hat eine Fläche von 27,41 km² und 2239 Einwohner (Stand 7. März 2019). Die Postleitzahl ist 33142, die Vorwahl 02951 und das Kfz-Kennzeichen lautet PB und BÜR. Der Ortsvorsteher ist seit dem 3. November 2020 Matthias Kaup.

## Lage
Brenken liegt im Tal der Alme auf einer Höhe von etwa 220 Metern über NN zwischen der Stadt Büren und dem Ortsteil Ahden. Die Kernstadt Büren befindet sich vier Kilometer südwestlich, Geseke acht Kilometer nordwestlich und die nächste Großstadt Paderborn 18 Kilometer nordöstlich (alle Angaben in Luftlinie).

## Geschichte

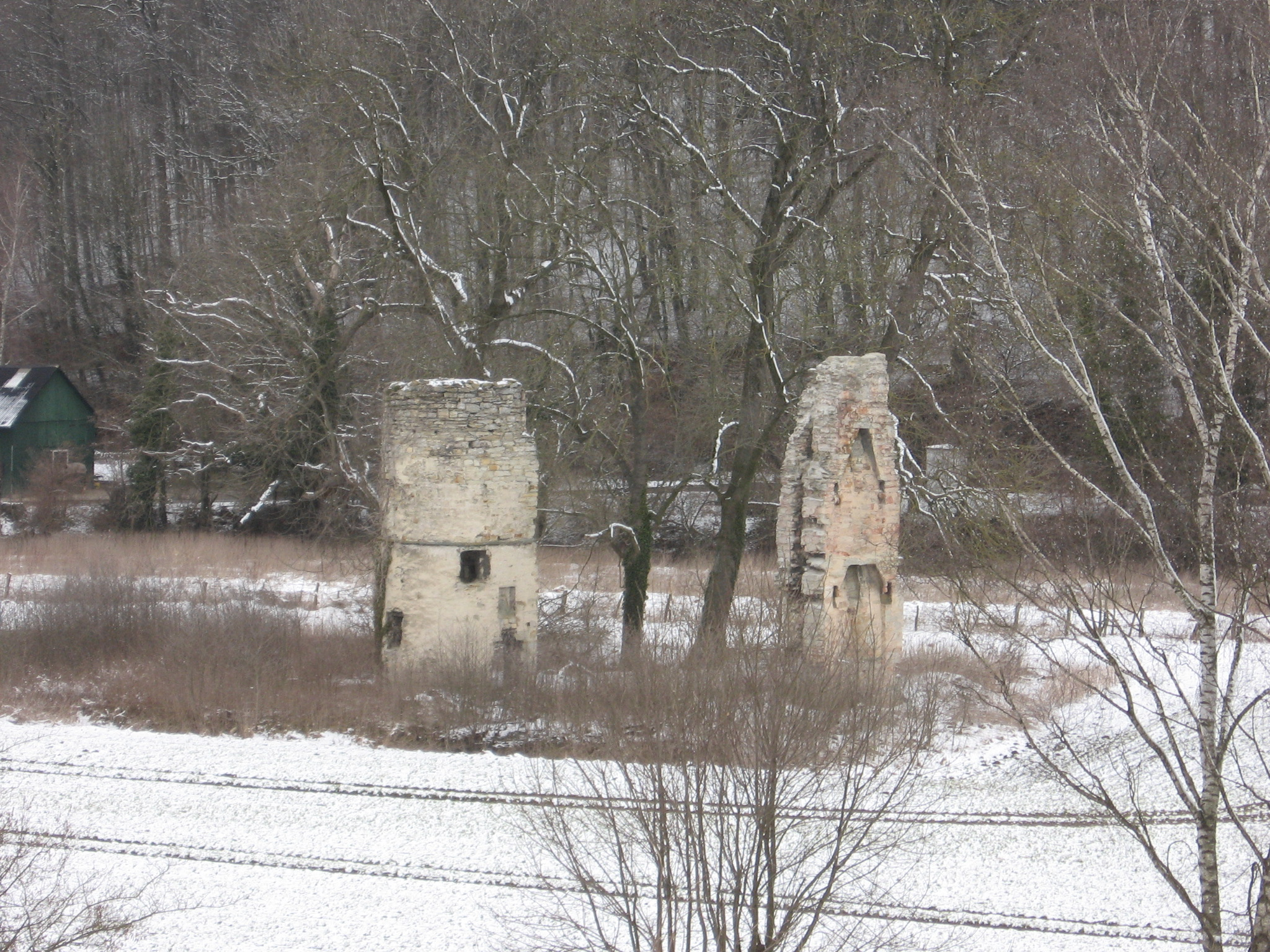
Ruine der Niederburg

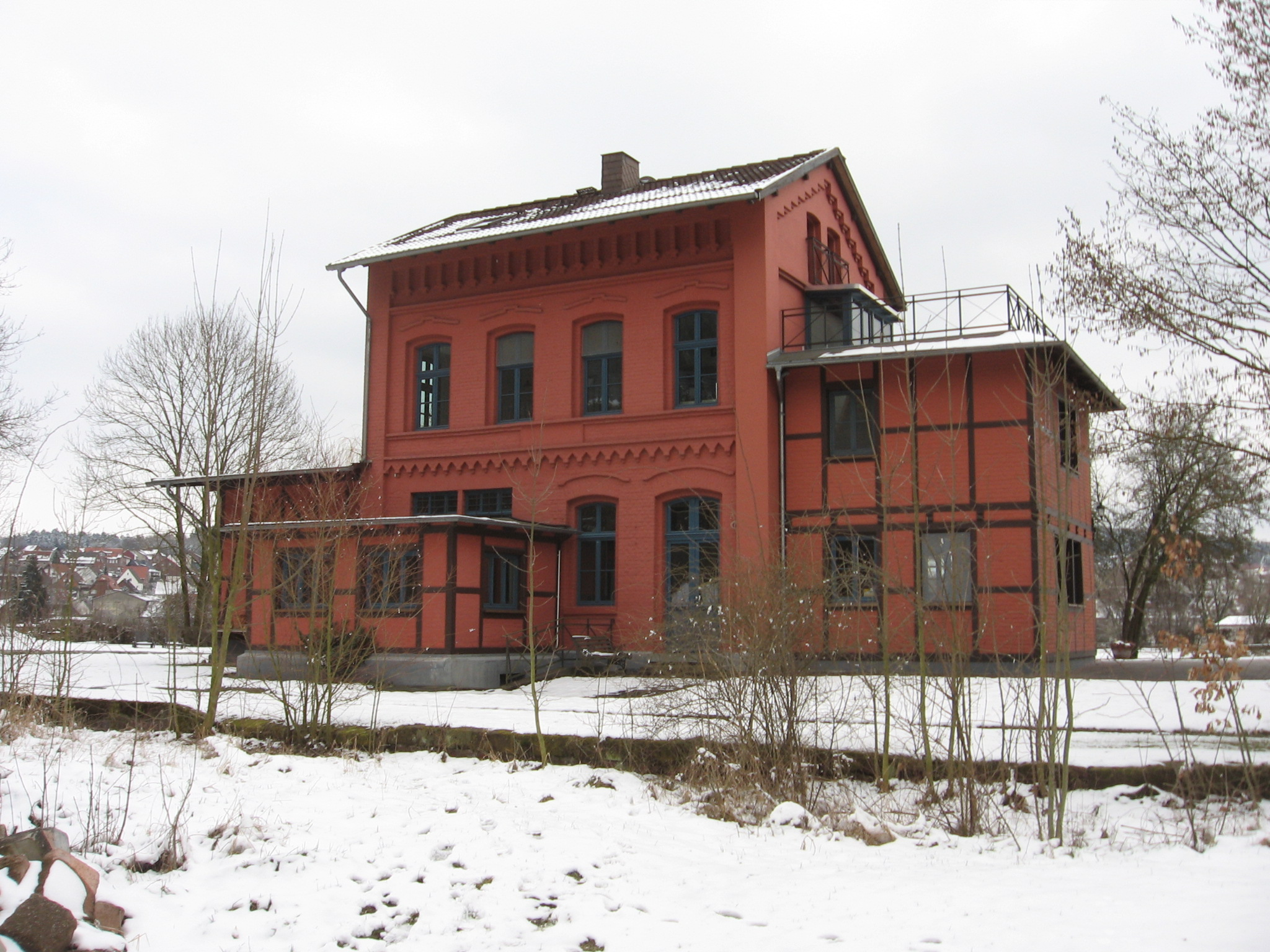
Ehemaliger Bahnhof der Almetalbahn in Brenken

Das genaue Datum der Ortsgründung ist nicht bekannt. Es wird angenommen, dass im 11. Jahrhundert eine erste Siedlung im Schutz der seinerzeit erbauten Niederburg entstand. Die romanische Pfarrkirche St. Kilian im Zentrum von Brenken wurde im ausgehenden 13. Jahrhundert fertiggestellt.
Brenken gehörte bis zu den Napoleonischen Kriegen zum Amt Wewelsburg im Hochstift Paderborn. Im Königreich Westphalen bildete der Ort von 1807 bis 1813 eine Gemeinde im Kanton Büren des Departement der Fulda. 1816 kam die Gemeinde Brenken zum neuen Kreis Büren, in dem sie bis 1895 zum Amt Büren und danach bis 1974 zum Amt Büren-Land gehörte.
Am 1. Januar 1975 wurde Brenken durch das Sauerland/Paderborn-Gesetz in die Stadt Büren eingemeindet; gleichzeitig kam die Stadt Büren zum Kreis Paderborn.
Am nördlichen Ortsrand befindet sich heute noch die Ruine der Niederburg, die von einer Nebenlinie der aus dem Ortskern von Brenken stammenden Herren von und zu Brenken bewohnt wurde. Ein eindrucksvolles Grabmal der letzten Brenken der Niederburg befindet sich in der Brenkener Kirche. Im 15. Jahrhundert errichtete eine weitere Nebenlinie auf der Höhe über dem Almetal eine Burg, die nur kurz bewohnt war. Nachdem die Hauptlinie 1515 in die alte Burg nach Wewer gezogen war, errichtete sie von dort aus um 1711/12 das barocke Schloss Erpernburg, das heutzutage ebenso wie die im Tal gelegene Burgruine nur von außen besichtigt werden kann. Die Familie der Freiherren von und zu Brenken ist erloschen, der Name ging durch Adoption auf den Blutsverwandten Georg Ferdinand von und zu Brenken über. Dieser führt die Tradition der Familie fort.
Westlich der Straße nach Büren liegt über dem Almetal die Hünenburg auf dem Hahnenberg. Es handelt sich um eine frühmittelalterliche Wallburg, die im Spätmittelalter neu ausgebaut wurde.

## Infrastruktur
Durch den Ort bzw. in unmittelbarer Nähe verlaufen mehrere Kreisstraßen. Die nächste Autobahnabfahrt ist die gut einen Kilometer nördlich gelegene Anschlussstelle Büren an der A 44, der Europastraße 331.
Die am nördlichen Ortsrand vorbeiführende Bahnstrecke Paderborn–Brenken–Büren–Alme–Brilon (Almetalbahn) wurde schon vor Jahren stillgelegt und ist mittlerweile abgebaut. Die Personenbeförderung im Nahverkehr erfolgt durch mehrere Buslinien.
Nur wenige Kilometer nordöstlich befindet sich der Flughafen Paderborn/Lippstadt.

## Wirtschaft und Tourismus
Auch wenn Brenken in einer noch eher ländlich geprägten Region liegt, so spielt die Landwirtschaft praktisch keine wirtschaftliche Rolle mehr. Im Ort gibt es mehrere Handwerksbetriebe und Einzelhandelsgeschäfte.
Es gibt Unterkunftsmöglichkeiten in einem Hotel sowie in zwei Ferienwohnungen/Appartements. Die nächste bedeutende Sehenswürdigkeit ist die Wewelsburg.